# ETNO
The European Telecommunications Network Operators' Association (forkortet ETNO) er en gruppe bestående af europæiske operatører af det elektroniske kommunikationsnet. Gruppen blev oprettet i maj 1992 og er sidenhen blevet den vigtigste gruppe på området. ETNO's hovedformål er at fremme dialogen mellem de deltagende virksomheder og beslutningstagere. Medlemmerne inkluderer blandt andet TDC, TeliaSonera og British Telecom.

## Ekstern kilde/henvisning
- ETNO's officielle hjemmeside Arkiveret 12. juni 2018 hos  Wayback Machine

| Forening eller organisation | Spire Denne artikel om en forening eller organisation er en spire som bør udbygges. Du er velkommen til at hjælpe Wikipedia ved at udvide den. |